# مارك كون
مارك كون (بالإنجليزية: Mark Kuhn)‏ هو سياسي أمريكي، ولد في 10 سبتمبر 1950 في الولايات المتحدة. حزبياً، نشط في Iowa Democratic Party ‏ والحزب الديمقراطي. وقد انتخب عضو مجلس نواب ولاية ايوا.

## وصلات خارجية
- الموقع الرسمي